# 中国驻尼泊尔大使馆
中华人民共和国驻尼泊尔大使馆，简称中国驻尼泊尔大使馆，是中华人民共和国驻尼泊尔的外交代表机构。

## 机构设置
中国驻尼泊尔大使馆设置下列机构：
- 政治新闻处
- 文化处
- 武官处
- 经商处
- 领侨处
- 办公室